# Ніколай Мілков
Ніколай Мілков (10 грудня 1957, Софія) — болгарський дипломат. Міністр закордонних справ Болгарії (2 серпня 2022 — 3 травня 2023).

## Життєпис
Народився 10 грудня 1957 року в Софії. Закінчив Французьку середню школу в Софії, а вищу освіту здобув на кафедрі міжнародних відносин Університету національного і світового господарства (УНСС), Софія.
Його професійний розвиток розпочався в науковій сфері, а в 1991 році йому надано науковий ступінь доктора за дисертацію в галузі міжнародних відносин і новітньої історії.
З 1992 року почав працювати в державній адміністрації, спочатку обіймаючи різні посади цивільного службовця в Міністерстві оборони Болгарії. Після цього він пішов працювати в МЗС Болгарії, але в 2010 році після конкурсу повернувся в Міноборони на посаду беззмінного секретаря.
У Міністерстві закордонних справ працює з 1997 року. На дипломатичній службі обіймав різні посади, зокрема директора Директорату «Зовнішньополітичне планування, інформація та координація», заступника міністра закордонних справ з портфелями відповідальності за країни Європи, у тому числі SEE, та питання безпеки. Він член Комісії з експортного контролю та секретар Міжвідомчого комітету з питань членства Республіки Болгарія в НАТО. Був послом Болгарії в Румунії та Канаді, генеральним консулом у Нью-Йорку. З 31 січня 2021 року до серпня 2022 він був Надзвичайним і Повноважним Послом у Франції та Князівстві Монако та Постійним представником при ЮНЕСКО.
З 2 серпня 2022 до 3 травня 2023 року — Міністр закордонних справ Болгарії.